# Aṣíkò
L'aṣíkò è un genere di musica africana. Caratterizzato da ritmo sostenuto, prende il nome dallo strumento con cui si suona, un tamburo di pelle di pecora, piatto e quadrato, da colpire a mani piene o con delle bacchette.

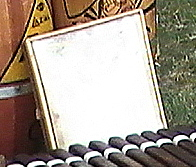
Un tamburo aṣíkò nigeriano.

Simile alla musica sakara nigeriana, ne rappresenta la versione cristiana. Si è sviluppata originariamente come una forma sincretica di street drumming nelle città portuali dell'Africa Occidentale Britannica, per poi (anni venti) diffondersi anche all'interno del territorio yoruba, come ad Abeokuta o Ibadan. Lo scrittore nigeriano Isaac O. Delano fornisce una descrizione dettagliata di un ensemble aṣíkò nel suo romanzo degli anni trenta The soul of Nigeria:
«Another popular native dance is the "Ashiko". It is not a Yoruba dance in its origin, but was imported from Sierra Leone or somewhere that way. The "Ashiko" dance is chiefly performed by Christian people, and has only one kind of music, rather quicker than the "Sakara"...and resembles a fox-trot. No stringed instruments are employed, only drums and carpenter's saw, used occasionally to make a kind of noise on its sharp edge, as an embellishment to "Ashiko" drum music. Sometimes a bottle is also used, a nail beating time on it, for the same purpose. The drummers, five in number, all beat similar drums, and produce a continuous volume of music. The dancing is done by pairs, two ladies and two gentlemen facing each other. The drummers sing as in the "Sakara" dance with chorus boys, but on one else sings with them».